# (74110) 1998 QU37
(74110) 1998 QU37 – planetoida z pasa głównego asteroid okrążająca Słońce w ciągu 4,37 lat w średniej odległości 2,67 j.a. Odkryta 17 sierpnia 1998 roku.